# Melanophryniscus sanmartini
Espèce
Statut de conservation UICN

 NT  : Quasi menacé
Melanophryniscus sanmartini est une espèce d'amphibiens de la famille des Bufonidae.

## Répartition
Cette espèce est endémique d'Uruguay. Elle se rencontre en dessous de 500 m d'altitude en populations fragmentées dans les départements de Lavalleja, de Maldonado et de Rivera. 
Sa présence est incertaine au Brésil.

## Description
Les mâles mesurent de 19 à 22 mm et les femelles de 23 à 26 mm.

## Étymologie
Cette espèce est nommée en l'honneur de Pablo Rubens San Martín (1934-1969).

## Publication originale
- Klappenbach, 1968 : Notas herpetologicas, IV. El genero Melanophryniscus (Amphibia, Salientia) en el Uruguay, con descripcion de dos nuevas especies. Comunicaciones Zoologicas del Museo de Historia Natural de Montevideo, vol. 9, p. 1-17.